# Leif Wennerström
Leif Wennerström, född 24 december 1937, död, var en svensk jazzmusiker (trumslagare).
Wennerström spelade i Bernt Rosengrens kvartett sedan 1963, som turnerade i Skandinavien och Östeuropa och uppträdde även på den internationella  Jazz jamboree-festivalen i Warszawa. Sedan 1967 uppträdde han med Don Cherry och sedan med Mongezi Feza och spelade också in album med dem. Han turnerade med amerikanska musiker som Ben Webster  1965 och Benny Bailey (How Deep Can You Go? 1976). På 1980-talet arbetade han även med Bertil Lövgren och Krister Andersson och tillhörde Per Henrik Wallins trio. Först 1995 presenterade han ett album som ledare. Wennerström medverkade i 81 jazzinspelningar mellan 1960 och 2001.

## Diskografi i urval
- Don Cherry Movement Incorporated (Anagram, 1967, utg. 2005 med Bernt Rosengren, Maffy Falay, Brian Trentham, Bengt Frippe Nordström, Tommy Koverhult, Torbjörn Hultcrantz, Okay Temiz)
- Per Henrik Wallin Where Is Spring (Dragon 1986–87, med Torbjörn Hultcrantz)
- Don Quijote (Dragon 1995, med Patrick Boman, Håkan Falthin, Göran Lindberg, Håkan Nyqvist, Bernt Rosengren)